# دانشگاه سنت‌جانز (نیویورک)

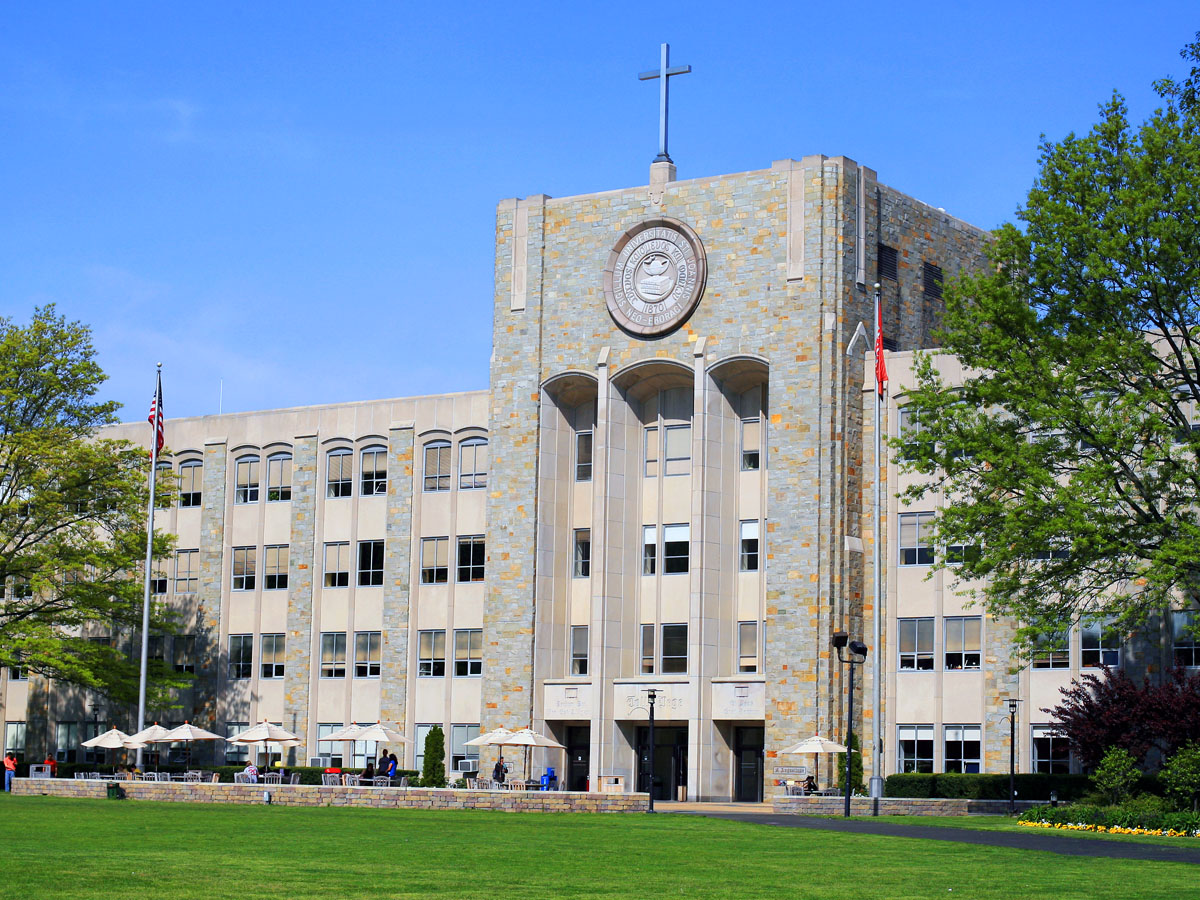

دانشگاه سنت جانز (به انگلیسی: St. John's University) تأسیس ۱۸۷۰، یکی از دانشگاه‌های خصوصی ایالت نیویورک بوده و در کویینز واقع است.

## چهره‌های سرشناس دانش آموخته سنت‌جانز

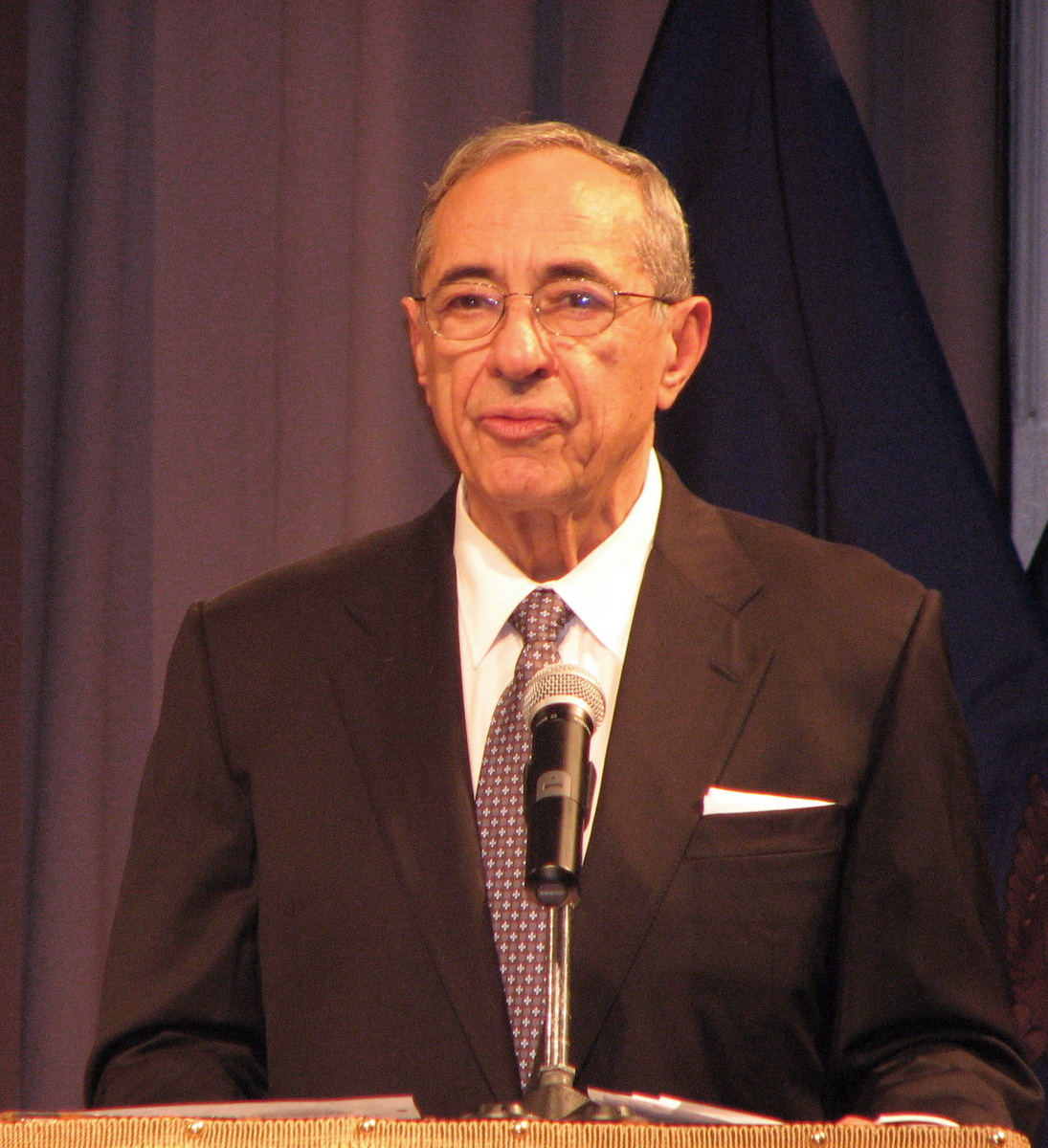
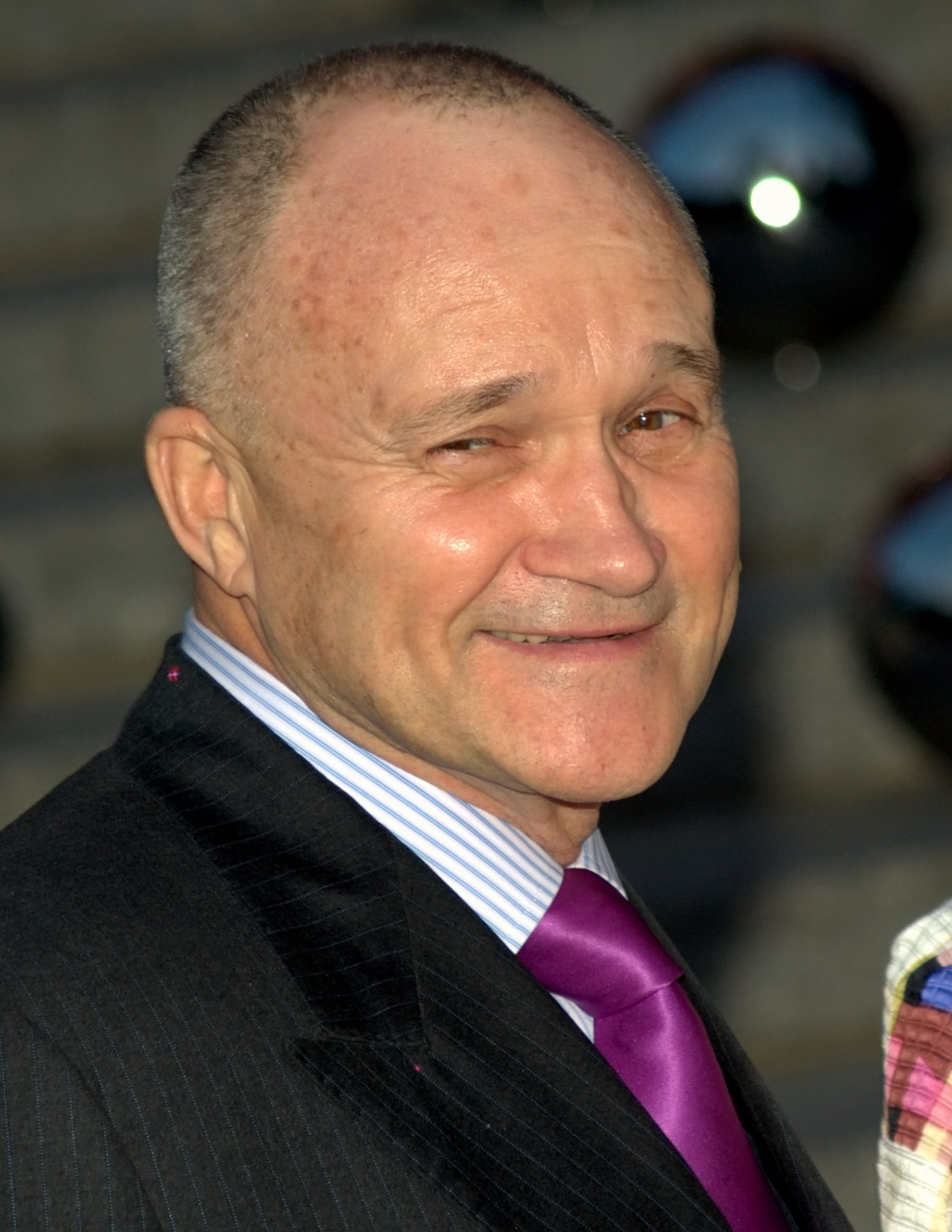
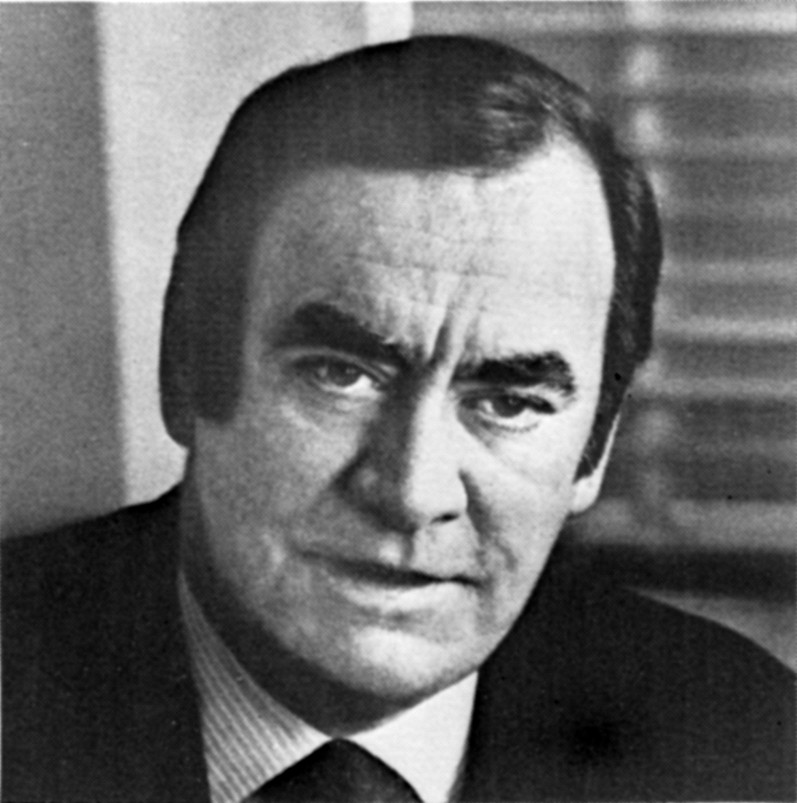
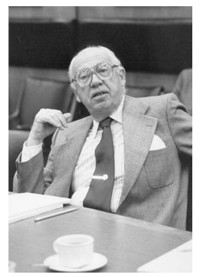
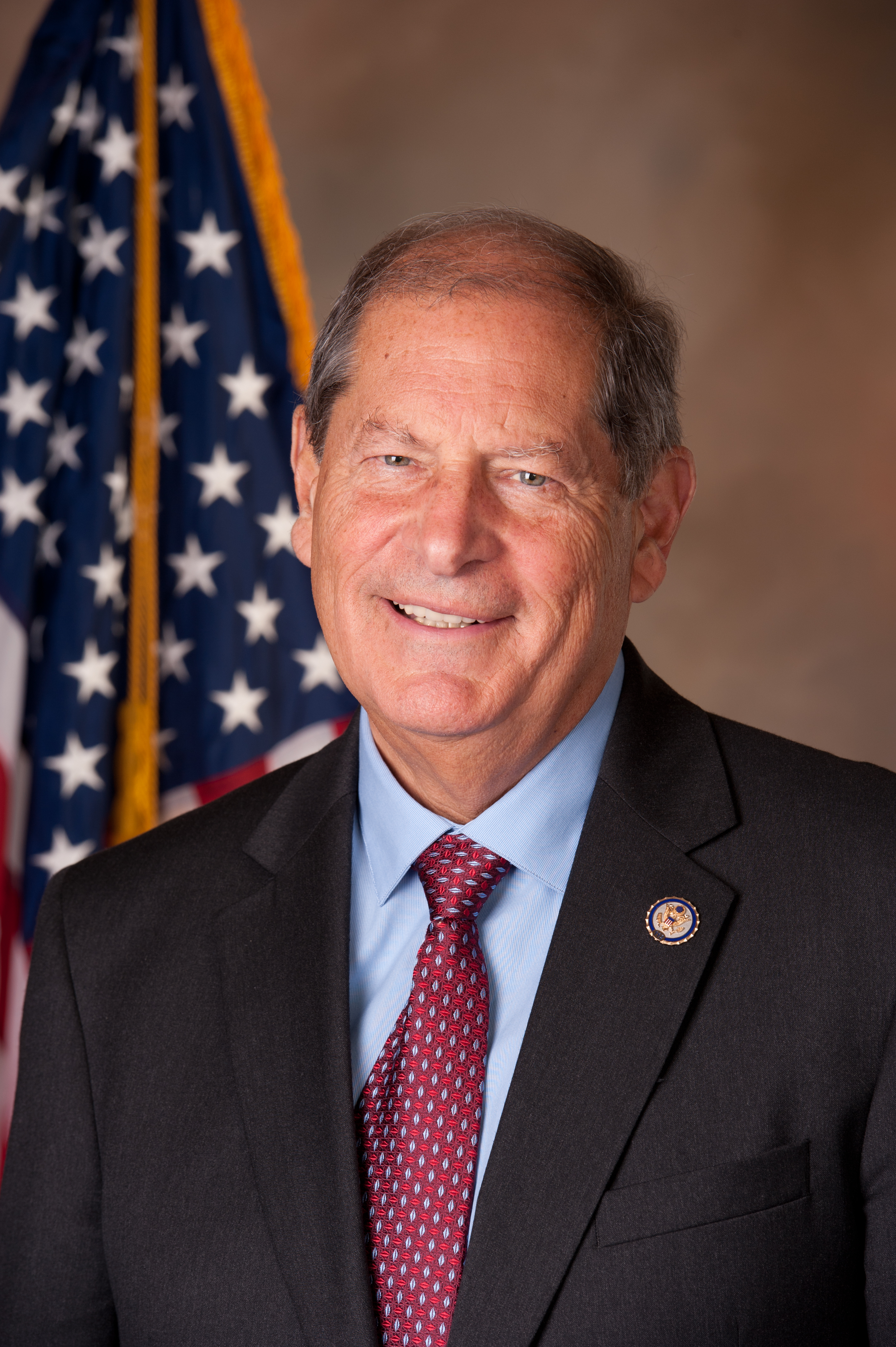
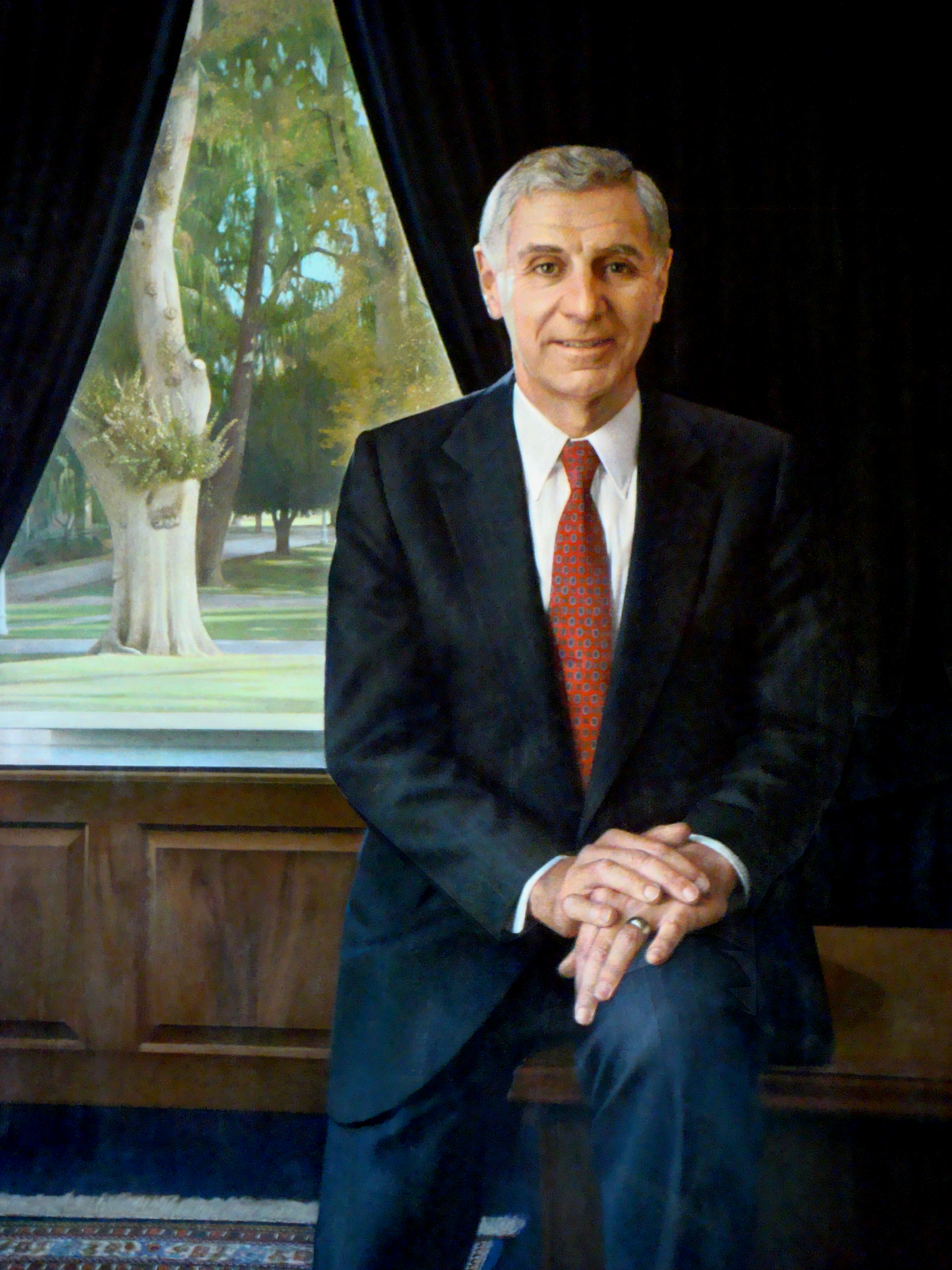
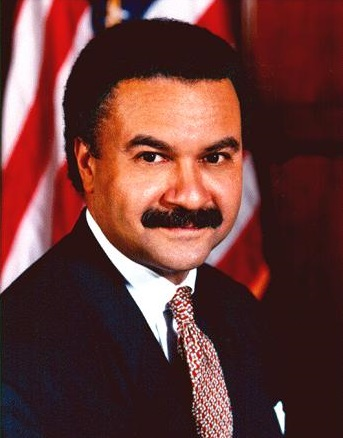
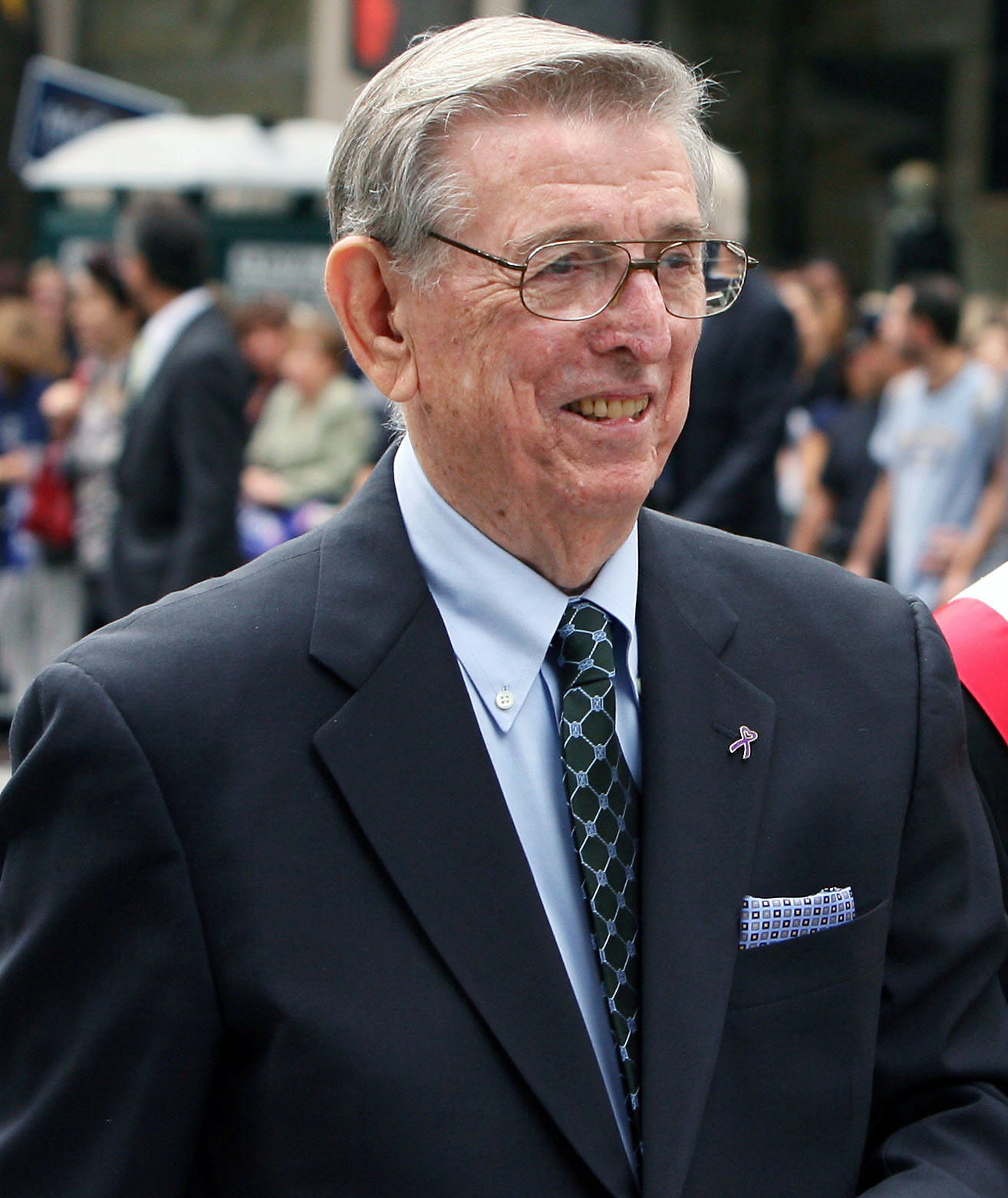